# Anders Fogelstrand
Anders Fogelstrand, född 2 juli 1742 i Vreta Klosters församling, Östergötlands län, död 9 april 1805 i Normlösa församling, Östergötlands län, var en svensk präst. Han var bror till Johan Fogelstrand.

## Biografi
Anders Fogelstrand föddes 1742 i Vreta Klosters församling. Han var son till kronolänsmannen Anders Fogelstrand och Anna Söderman. Fogelstrand blev 1760 student vid Uppsala universitet och promoverades 1767 till filosofie magister. Han prästvigdes 17 december 1767 och blev 1769 domkyrkosyssloman i Linköpings församling. År 1779 fick han titeln kunglig hovpredikant. Fogelstrand blev 1 oktober 1783 kyrkoherde i Normlösa församling med tillträde 1785 och prost 20 april 1787. Han avled 1805 i Normlösa församling.

### Familj
Fogelstrand gifte sig 28 maj 1771 med Sara Charlotta Lampa (1746–1832). De fick tillsammans barnen  fänriken Axel Peter Fogelstrand (1772–1823), Anders Johan Fogelstrand (född 1773), löjtnanten Samuel Seth Fogelstrand (1775–1827) och Anna Charlotta Fogelstrand (1779–1781).